# Downingia elegans
Downingia elegans là loài thực vật có hoa trong họ Hoa chuông. Loài này được (Douglas ex Lindl.) Torr. mô tả khoa học đầu tiên năm 1857.